# アスパイア・アカデミー
アスパイア・アカデミー（英語: Aspire Academy、アラビア語: أكاديمية أسباير）は、カタール国立のアスリート養成機関。カタールのアスリートのスカウトと育成を支援すると同時に、高等学校を提供する事も目的としている。

## 概要
ドーハ郊外の都市アル・ライヤーンのアスパイア・ゾーン中心部に所在し、サッカーや陸上、フェンシング、卓球など色々な競技のプログラムがある。スポーツが上手くなるためだけでなく学校教育も行っている。日本でいえば中高生世代の選手たちが寮生活をしながら勉強とスポーツに励む場所で学費もスポーツにかかる費用も無料。図書館、劇場、化学実験室、寮も完備されている。FIFA公認の室内サッカー場(5,800人収容)もあり、バイエルンやPSVも施設を利用した事がある。Jリーグの下部組織も同施設の大会に遠征した事がある。
著名な卒業生の中にはアクラム・アフィーフやムタズ・エサ・バルシム等がいる。

### サッカー
カタールではアスパイア・アカデミーの設立時から近い将来、世界陸上やアジア大会も開催することもあり、元々はサッカーだけに限らないアスリートの養成機関だったが、ワールドカップが近くなると育成の重心は徐々にサッカーへと傾く。ソシエダで非凡な育成能力を発揮したロベルト・オラベを育成部門のトップに据えたのを筆頭に、多くのスペイン人コーチを招へい。バルセロナの「頭脳」として君臨し、アル・サッドでプレーしていたシャビは、将来監督になるための経験を積むために同アカデミーでの指導に携わった。現在「チーフ・スポーツ・オフィサー」を務めるのはティム・ケーヒル。
アスパイア・アカデミーは潤沢な資金力を武器に当時ベルギー2部の古豪KASオイペン（現在は1部昇格）、スペイン下部のクルトゥラル・レオネサを買収し、卒業生を送り込む体制までもが整っている。国外クラブとも連携している同アカデミーは、アジアのユース世代を席巻した黄金世代を次々とヨーロッパのクラブにローンで送り込んでいる。また、将来の海外でのプレーに備えて英語やスペイン語の習得は義務である。
フットボリスタによると、同アカデミーで特徴的なのは単に外国籍の指導者を雇ったり、ヨーロッパに選手を留学させる事ではなく ''国内での言語教育とスペイン人コーチの指導によって「ヨーロッパ基準」に育てた上で、十分なサポート体制ができ上がっている提携先のチームに送り込むという段階的なステップを踏んでいる点'' である。
2014年のAFC U-19選手権を制したU19カタール代表のメンバーは全員ここの卒業生であり、2019年のアジアカップを制したカタール代表のメンバーも13人がここの卒業生である様に、育成の成果も着実に出始めている。
同アカデミーで支援を受けるには6歳の時から選考が始まっている。「フットボールスキル開発センター（FSDC)」というものがドーハにあり、6歳から11歳までの入学候補生はそこでプレー、さらに有望な選手は8歳の時に「アスパイア・フィーダー・グループ」というグループに選ばれる。こうして選ばれたアカデミー生は12歳で入学し高校卒業までをアカデミーで過ごす。